# Austrolestes cingulatus
Austrolestes cingulatus är en art i insektsordningen trollsländor som tillhör familjen smaragdflicksländor.

## Kännetecken
En medelstor, fint byggd smaragdflickslända med grönaktiga till guldaktiga och blågröna färger. På varje bakkroppssegment finns närmast basen en ljus ring, förutom hos de tre yttersta. Honan är något mer robust byggd än hanen, men könen är annars relativt lika till utseendet.

## Utbredning
Denna trollslända finns i Australien och är vitt spridd i delstaterna Victoria och New South Wales och i sydöstra Queensland, samt på Tasmanien.

## Levnadssätt
Flygperioden för arten varar från oktober till mars. Förekommer vid kanten av lugna vatten, som sjöar, dammar och våtmarker, i områden med låga kullar eller i mer kuperade bergstrakter.